# سيث مايرز
سيث آدم مايرز (بالإنجليزية: Seth Adam Meyers) مَواليد (28 ديسمبر، 1973)، كوميدي، كاتب، مُمثل، مُنتج ومُقدم بَرامج أمريكي. يُقدم برنامج اخر الليل مع سيث مايرز، برنامج حواري يُعرض على قناة «NBC». وترأس طاقم كُتاب برنامج ساترداي نايت لايف في (2001-2014)، وقدم فقرة أخبار نهاية الاسبوع في نفس البرنامج.
قدم حفل توزيع جوائز الإيمي برايم تايم السادس والستون في 2014، وظهر في فيلم رحلة إلى مركز الأرض في 2008. كما شارك في إعداد وكتابة مسلسل الرسوم المتحركة «الرائعون» (2013-2015) على هولو، ومُسلسل وثائقي الآن! على قناة "IFC" في (2015-الآن).

## نشأتهُ
ولد مايرز في إيفانستون، إلينوي عام 1973، وتَربى في أوكيموس، ميشيغان من عُمر الرابعة حتى العاشرة، وفي بيدفورد، نيوهامبشير بعد ذلك. والدتهُ هيلاري كلاير، كانت مدرسة لغة فرنسية، ووالده لورنس مايرز الابن. أخاه الأصغر جوش مايرز مُمثل ظهر في عدة أعمال تلفزيونية وسينمائية. مايرز من اصول يهودية وبالرغم من أداءه عدة مرات في المراكز الاجتماعية اليهودية مايرز لا يعتبر نفسه يهودياً. وهو من اصول تشيكية-نمساوية (من جانب جدته)، سويدية، أنجليزية وألمانية. إرتاد مايرز مدرسة إيدجوود الابتدائية في أوكيموس، وتخرج بعدها من مدرسة مانشستر هاي سكول ويست الثانوية في نيوهامبشير. تخرج من جامعة نورث وسترن في إفانستون، إلينوي.

## حياتهُ المهنية

### ساترداي نايت لايف
إنضم مايرز لطاقم برنامج ساترداي نايت لايف في 2001. في 2005 رُفِعَ إلى مٌشرف كُتاب، وفي يناير 2006 أصبح رئيس الكُتاب وشارك الدور مع تينا فاي وأندرو ستيل. في 2004 قام بتجربة الاداء لدور مقدم فقرة أخبار نهاية الاسبوع مع تينا فاي لكنه خسر الدور لآيمي بولر، بعد مغادرة تينا فاي أصبح مايرز رئيس الكُتاب في موسم 2006-2007، وقدم فقرة أخبار نهاية الاسبوع مع آيمي بولر. بعد مغادرة آيمي بولر، قدم مايرز الفقرة منفرداً بين مواسم 2008 و2013. في موسم 2013-2014 شاركتهُ سيسيلي سترونغ بتقديم فقرة أخبار نهاية الإسبوع.
قلد مايرز عدة شخصيات مثل: جون كيري، مايكل كين، أندرسون كوبر، كاروت توب، الأمير تشارلز، رايان سيكريست، شون بن، ستون فيليبس، توبي ماغواير، بيتون مانينغ، بين كورتيس، تاي بنينغتون، بيل كوهير، برايان ويليامز، نيكوليت شريدان، وايد روبسون، دونالد ترامب الابن، توم كروز وكيفن فيدرلاين.

### برنامج اخر الليل
اختير سيث مايرز ليقدم البرنامج بعد ان إنتقل جيمي فالون إلى برنامج الليلة (حالياً: برنامج الليلة بطولة جيمي فالون)، حيث خلف جاي لينو بتقديم البرنامج في 17 فبراير، 2014. في الحلقة الأولى استضاف سيث زميلته السابقة في برنامج ساترداي نايت لايف، آيمي بولر ونائب الرئيس الأمريكي جو بايدن.

## حياتهُ الشخصية

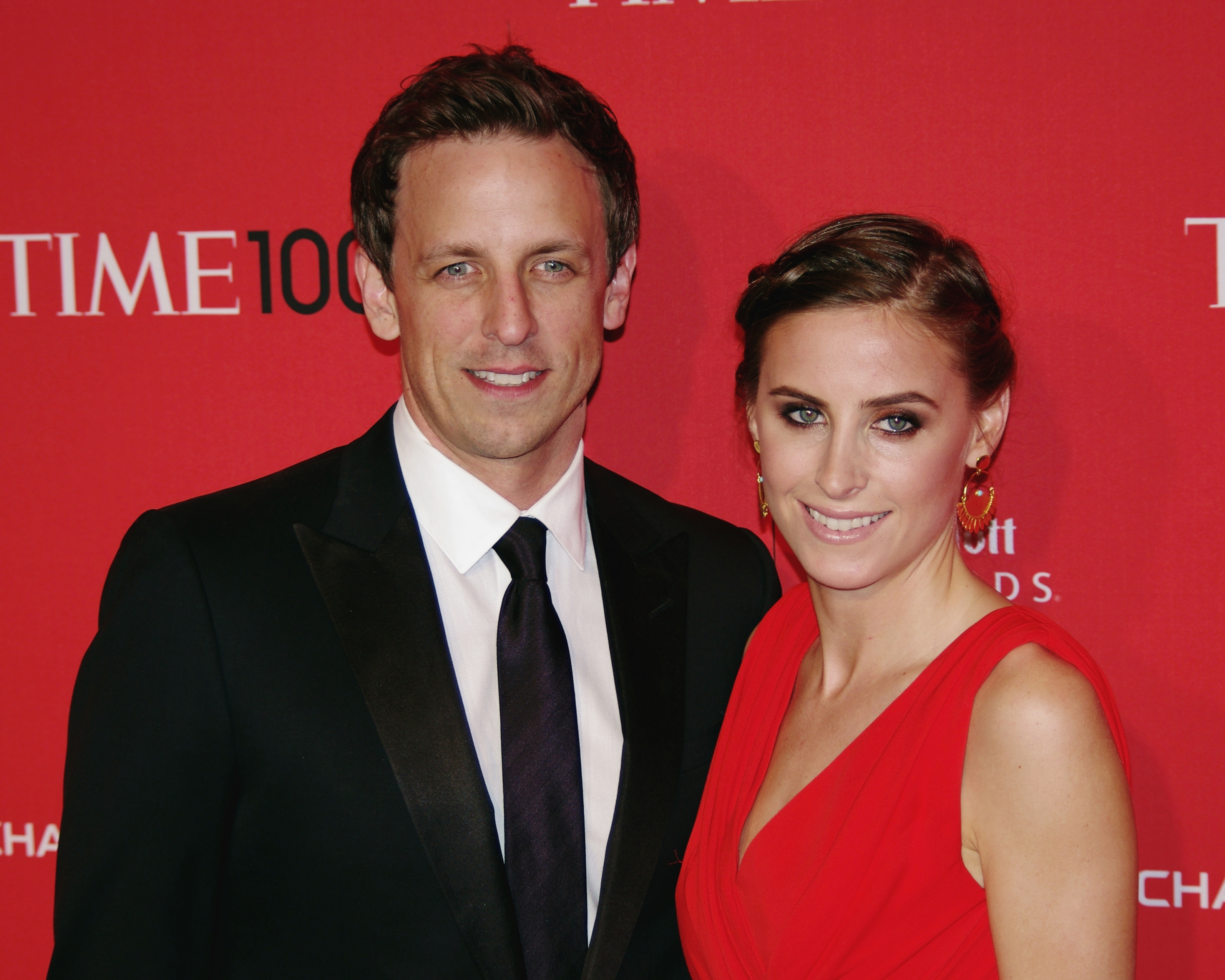
مايرز وزوجتهُ أليكسي في 2012.

تقدم مايرز لحبيبته محامية حقوق الإنسان اليكسي آشي بعد علاقة دامت خمس سنين، في يوليو 2013. وتزوجا في 1 سبتمبر، 2013. ولد ابنهما آشي اولسين في مستشفى لينوكس هيل في 27 مارس، 2016. يُشجع مايرز فريق بوسطن ريد سوكس، بوسطن سيلتيكس، منتخب هولندا لكرة القدم وفريق وست هام يونايتد في الدوري الإنجليزي الممتاز.
فاز مايرز بالموسم الثالث من برنامج مواجهة المشاهير في البوكر على قناة «برافو» في 2009. وتبرع بجائزتهُ (100,000$ مئة الف دولار) إلى جمعيةٍ خيريةٍ في بوسطن. في 2008، تبرع مايرز بأكثر من (4,000$ دولار) لحملة باراك أوباما الانتخابية.

## سيرتهُ المهنية

### سينما
| السنة | العنوان                                     | العنوان                                                  | الدور                    |
| السنة | بالعربية                                    | بالإنجليزية                                              | الدور                    |
| ----- | ------------------------------------------- | -------------------------------------------------------- | ------------------------ |
| 2004  | شاهد هذا الفيلم                             | See This Movie                                           | جيك باريمور              |
| 2004  | المايسترو                                   | Maestro                                                  | تيم هيلي                 |
| 2004  | طرق البرق                                   | Thunder Road                                             | (صوت)                    |
| 2005  | الإدراك                                     | Reception                                                | ستيفن                    |
| 2005  | مغامرات الرجل الكبير الوسيم وأصدقائه الصغار | The Adventures of Big Handsome Guy and his Little Friend | الأحمق الساخط            |
| 2006  | الأحلام الأمريكية                           | American Dreamz                                          | تشيت كروغل               |
| 2008  | رحلة إلى مركز الأرض                         | Journey to the Center of the Earth                       | البروفيسور. ألان كيتزينس |
| 2008  | قائمة نيك ونوره اللانهائية                  | Nick and Norah's Infinite Playlist                       | الشاب الثمل في يوغو      |
| 2009  | إنهيار الربيع                               | Spring Breakdown                                         | ويليام روشفيلد           |
| 2011  | أنا لا أعلم كيف تفعلها                      | I Don't Know How She Does It                             | كريس بونس                |
| 2011  | ليلة رأس السنة                              | New Year's Eve                                           | غريفين                   |
| 2014  | المقابلة                                    | The Interview                                            | نفسه                     |

### تلفاز
| السنة     | العنوان                                 | العنوان                                     | الدور                |
| السنة     | بالعربية                                | بالإنجليزية                                 | الدور                |
| --------- | --------------------------------------- | ------------------------------------------- | -------------------- |
| 2001      | سبين سيتي                               | Spin City                                   | دوغ                  |
| 2001-2014 | ساترداي نايت لايف                       | Saturday Night Live                         | 253 حلقة، عدة شخصيات |
| 2008-2012 | ساترداي نايت لايف أخبار نهاية الإسبوع   | Saturday Night Live Weekend Update Thursday | 8 حلقات، نفسه        |
| 2010      | جوائز "ESPY" عام 2010                   | 2010 ESPY Awards                            | نفسه، مقدم           |
| 2011      | حفل عشاء مراسلي البيت الابيض            | White House Correspondents' Dinner          | نفسه، مقدم           |
| 2011      | جوائز "ESPY" عام 2011                   | 2011 ESPY Awards                            | نفسه، مقدم           |
| 2012-2016 | ذا ميندي بروجيكت                        | The Mindy Project                           | 2 حلقات، مات، نفسه   |
| 2013      | المكتب                                  | The Office                                  | نفسه                 |
| 2013-2015 | الرائعون                                | The Awesomes                                | بروك (صوت)           |
| 2014-الآن | اخر الليل مع سيث مايرز                  | Late Night with Seth Meyers                 | نفسه، مقدم           |
| 2014      | حفل توزيع جوائز الإيمي برايم تايم الـ66 | 66th Primetime Emmy Awards                  | نفسه، مقدم           |
| 2015      | بورتلانديا                              | Portlandia                                  | تشاد كوب             |

## وصلات خارجية
- سيث مايرز على موقع IMDb (الإنجليزية)
- سيث مايرز على موقع روتن توميتوز (الإنجليزية)
- سيث مايرز على موقع ألو سيني (الفرنسية)
- سيث مايرز على موقع ميوزك برينز (الإنجليزية)
- سيث مايرز على موقع أول موفي (الإنجليزية)
- سيث مايرز على موقع قاعدة بيانات الأفلام السويدية (السويدية)
- سيث مايرز على موقع إن إن دي بي (الإنجليزية)
- سيث مايرز على موقع ديسكوغز (الإنجليزية)
- سيث مايرز على موقع قاعدة بيانات الفيلم (الإنجليزية)
- سيث مايرز على موقع كينوبويسك (الروسية)